# Lovis Corinth

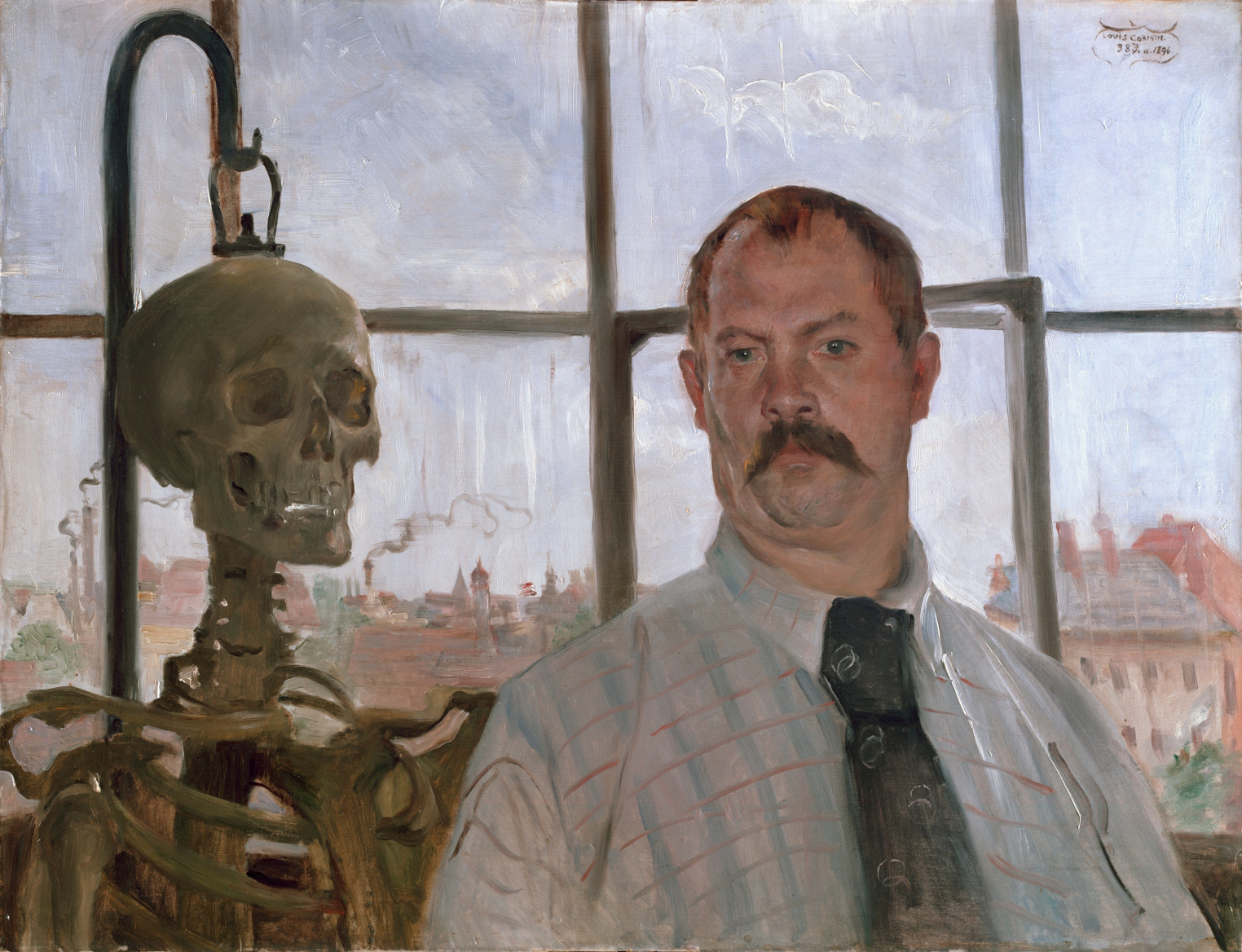
Autoportrait avec squelette
(Selbstporträt mit Skelett)
1896
Städtische Galerie im Lenbachhaus, Munich.

Franz Heinrich Louis Corinth, dit Lovis Corinth (né le 21 juillet 1858 à Gvardeïsk en province de Prusse - mort le 17 juillet 1925 à Zandvoort aux Pays-Bas), est un artiste peintre, graveur et illustrateur allemand.
On considère généralement son œuvre comme une synthèse réussie entre l'impressionnisme et l'expressionnisme. Lovis Corinth fut marié à la peintre Charlotte Berend-Corinth.

## Biographie
Fils de tanneur, il voit le jour dans la ville de Tapiau en Prusse-Orientale.   

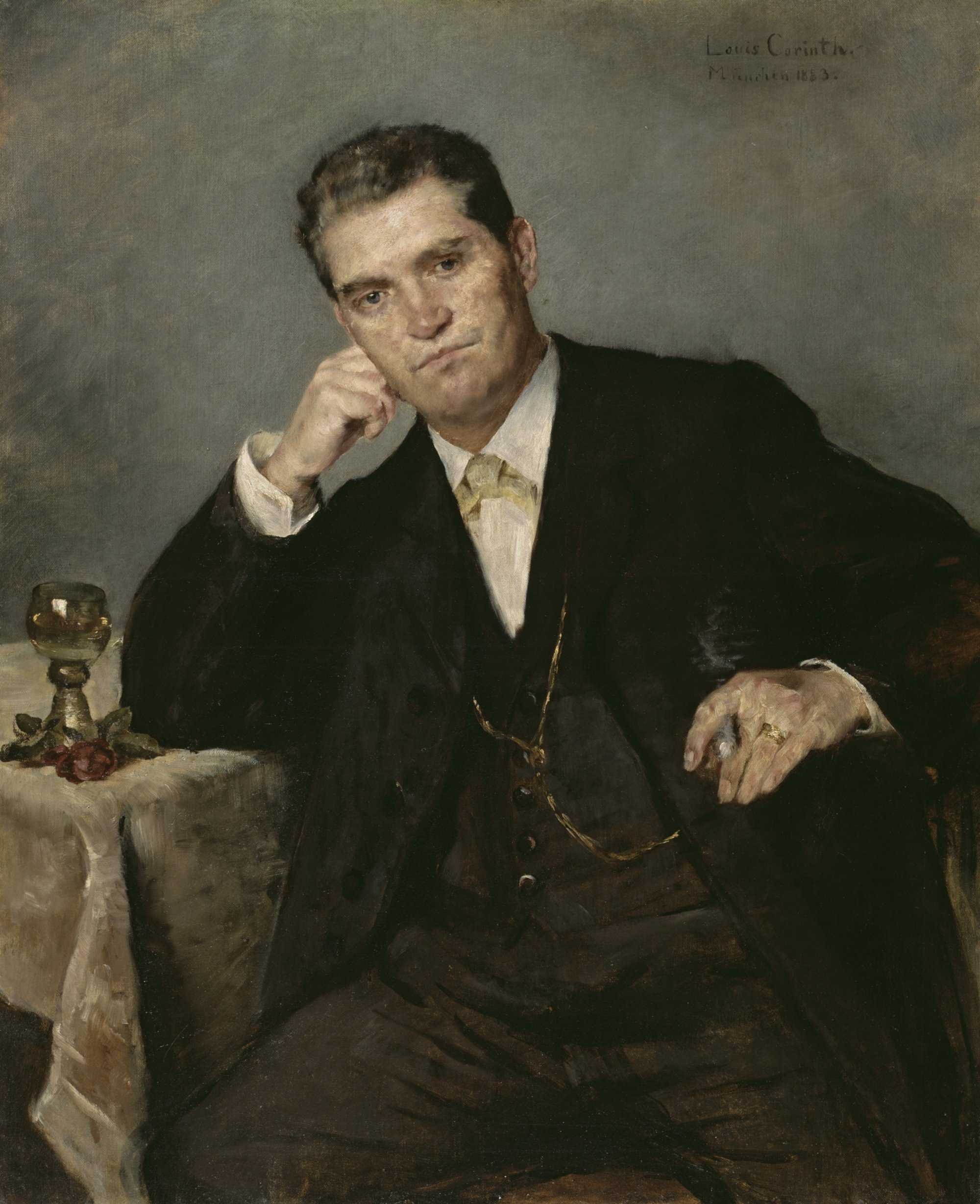
Franz Heinrich Corinth, le père de l'artiste, 1883
Lenbachhaus, Munich

Lovis Corinth étudie au lycée de Kneiphof de Königsberg jusqu'en 1876, date à laquelle il entre à l'Académie des beaux-arts locale. En 1880, il continue ses études à l'Académie des beaux-arts de Munich, ayant pour condisciple et ami Ludwig Schmid-Reutte.
En 1884, il s'installe à Paris jusqu'en 1887, où il étudie dans l'atelier de Bouguereau, de Bastien-Lepage et de Robert Fleury. Entre-temps, en 1882, il fait son service militaire.
De retour en Allemagne,en 1887, il passe trois ans à Berlin où il sera le cofondateur de la Sécession et à nouveau Königsberg. Ensuite, il s'établit à Munich en 1891 où il restera une dizaine d'années. Il représente une tendance particulière de l’impressionnisme que l'on rattache à l'école tardive munichoise qui tend à s'écarter du naturalisme.
En 1896, il commence à vivre de son art après avoir vendu un de ses tableaux, La Déposition (1895, musée Wallraf-Richartz de Cologne), au peintre Martin Feuerstein.
En 1901, il s’installe de nouveau à Berlin, où il fonde une école privée de peinture « pour femmes ». Sa première élève n'est autre que Charlotte Berend, qu'il épouse en 1903 et devient un de ses modèles favoris. En 1903, il fait partie des fondateurs de l'association des artistes allemands Deutscher Künstlerbund. C'est une période où il voyage beaucoup : Florence en 1906, La Hollande en 1908 et à nouveau Paris en 1909.
Il devient l'un des membres les plus actifs de la Sécession berlinoise fondée en 1898 avec Max Liebermann qui en est le premier président. Walter Leistikow en est l'acteur principal et convainc Max Slevogt et Lovis Corinth de rallier le groupe. De 1899 à 1911 cette association devient vite un pôle majeur de la vie artistique allemande. Corinth en sera président de 1915 à 1925. En 1904, Paul Cassirer invente l'expression « triumvirat de l'impressionnisme allemand » pour Liebermann, Slevogt et Corinth : il souligne ainsi en quoi ces trois peintres se rapprochent de l'impressionnisme français.
En 1911, il est victime d'un accident vasculaire cérébral hémisphérique droit, qui provoque une parésie du côté gauche mais également une héminégligence gauche, qui marquent ses travaux postérieurs.
En 1913 a lieu la plus grande exposition organisée (par Ernst Cassirer) du vivant de Corinth. Durant cette année particulièrement riche, il participe à de nombreuses autres expositions et réalise une cinquantaine de tableaux.
En 1919, il se fait construire une maison de campagne à Kochel am See.
En 1925, il entreprend un dernier voyage aux Pays-Bas, où il voulait revoir les œuvres de Rembrandt et Frans Hals. Il meurt le 17 juillet à Zandvoort, près d'Amsterdam, d'une pneumonie. Sa tombe se trouve au cimetière Waldfriedhof à Stahnsdorf près de Berlin.

## «Art dégénéré»
Comme la plupart des productions du courant moderniste, nombre des œuvres de Corinth ont été très critiquées sous le Troisième Reich, en particulier ses œuvres tardives que le gouvernement nazi jugeait « dégénérées » (Entartete Kunst). En 1937, le régime hitlérien confisque dans les musées allemands plus de 21 000 sculptures, peintures, dessins et gravures faisant partie de ce qu'il considère comme de l'« art dégénéré », dont 295 tableaux de Lovis Corinth; la même année, le gouvernement allemand choisit 730 œuvres d'une centaine d'artistes parmi toutes celles qu'il a confisquées, et organise avec celles-ci, à Munich puis dans onze autres villes allemandes, une exposition sur l'« art dégénéré », dans le but de dégoûter le public allemand de cet art qualifié de corrompu par l’esprit juif et bolchévique. À la suite de cela, afin d'obtenir des devises étrangères, le régime nazi vend à l'étranger, surtout en Suisse, plus de 8 000 parmi ces productions d'« art dégénéré », y compris des tableaux de Corinth (dont, par exemple, la grande huile sur toile Ecce Homo (1925) vendue au Kunstmuseum de Bâle en 1939). Beaucoup des oeuvres que les nazis ne considéraient pas comme « exploitables à l’international » ont été détruites.

## Œuvre
A partir de motifs classiques empruntés à la mythologie grecque, à la religion chrétienne et au monde littéraire, Corinth traite de façon obsessionnelle les thèmes de l'amour, du sexe ou de la mort. Sa peinture, dans son approche et sa facture, s'inspire d'abord de Frans Hals et de Rembrandt.
Ses portraits reflètent son évolution artistique, d'un académisme naturaliste à l'expressionnisme, en passant par une phase impressionniste. Il exécute une centaine de portraits d'hommes et de femmes du monde artistique et politique, devenant le portraitiste le plus en vogue de Berlin. Sa famille lui sert également de modèle.
Fidèle à une tradition de l'histoire de l'art, il s'est avec obstination représenté en Christ, une pratique qui trouve son apogée dans l'Ecce homo de 1925. On y retrouve la facture distinctive des oeuvres tardives : la touche violente, qui devient un élément de style et le rapproche de l'expressionnisme.

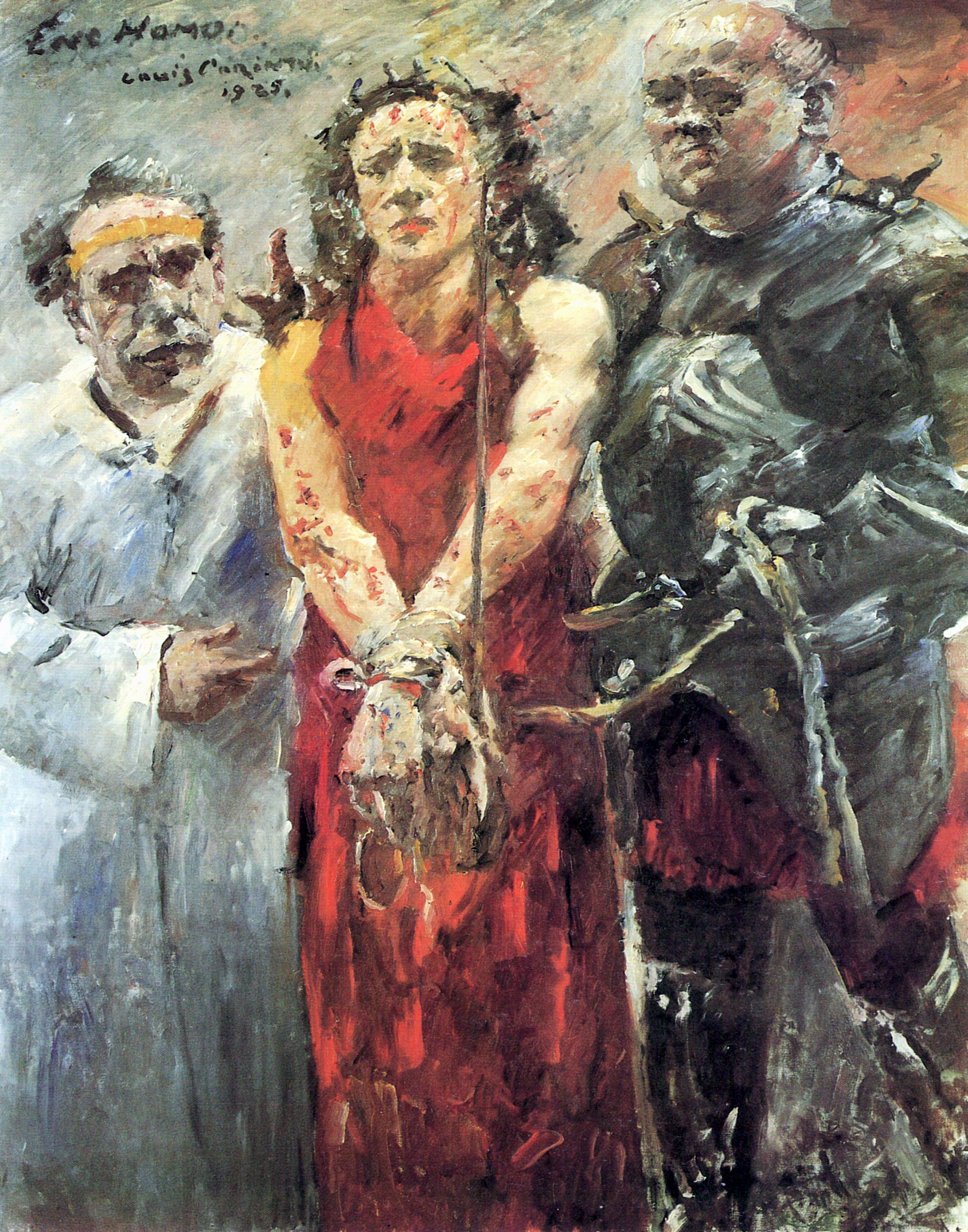
Ecce homo.

L'œuvre de Lovis Corinth rassemble plus de mille toiles et aborde presque tous les genres : mythologie, religion, portraits et autoportraits, scènes de genre et paysages. Le dessin, la gravure, le livre illustré et ses essais sur la peinture ont joué un rôle primordial dans la diffusion de l'œuvre de cet artiste. Corinth fait aujourd'hui figure de « classique des Modernes » (Klassiker der Moderne), et ses toiles sont disséminées dans les plus prestigieuses galeries de l'espace germanophone.
- 1893 : Cimetière de pêcheurs à Nidden, huile sur toile, 113 × 148 cm, à la Neue Pinakothek, à Munich.
- 1896 : Autoportrait au squelette,  huile sur toile, 68 × 88 cm, Lenbachhaus, Munich[10]
- 1899 : Liegender weiblicher Akt, à la Kunsthalle de Brême.
- 1900 : Portrait du comte Eduard Von Keyserling, huile sur toile, 99,5 × 75,5 cm, à la Neue Pinakothek, à Munich.
- 1906 : Porc abattu
- 1906 : Mère et enfant, huile sur toile, 78 × 95 cm, Collection particulière[2]
- 1907 : Liegender weiblicher Akt, à l'Österreichische Galerie Belvedere, à Vienne.
- 1912 : Le Lac de Walchen, Munich, Neue PInakothekJean-Louis Ferrier, L’Aventure de l’art au XXème siècle, Editions du Chêne, 1999, 1005 p. (ISBN 2-84277-464-7), p. 250
- 1914 : Autoportrait devant le chevalet, 1914, huile sur toile, 73 × 57,5 cm, à la Neue Pinakothek, à Munich.
- 1920 : Portrait Ernst Oppler, à la Neue Galerie, à Cassel.
- 1921 : Landschaft mit Kuh (Walchensee), à la Neue Galerie, à Cassel.
- 1922 : Le Christ rouge, Pinakothek der Moderne, Munich.
- 1925 :
  - Georg Brandes, au musée royal des beaux-arts, à Anvers.
  - Ecce homo (une de ses dernières peintures), huile sur toile, 190 × 150 cm, Kunstmuseum (Bâle)[11]
- Die schwarze Maske (Cassel, Neue Galerie) : portrait de l'épouse du peintre
- Der Mann mit dem Schlapphut, à la Neue Galerie, à Cassel : copie de Frans Hals, réalisée par Corinth dans la galerie de Cassel

Dates non documentées :
- Jeune femme endormie, huile sur toile, 33 × 41 cm, Musée d'Orsay, Paris[12]

## Galerie

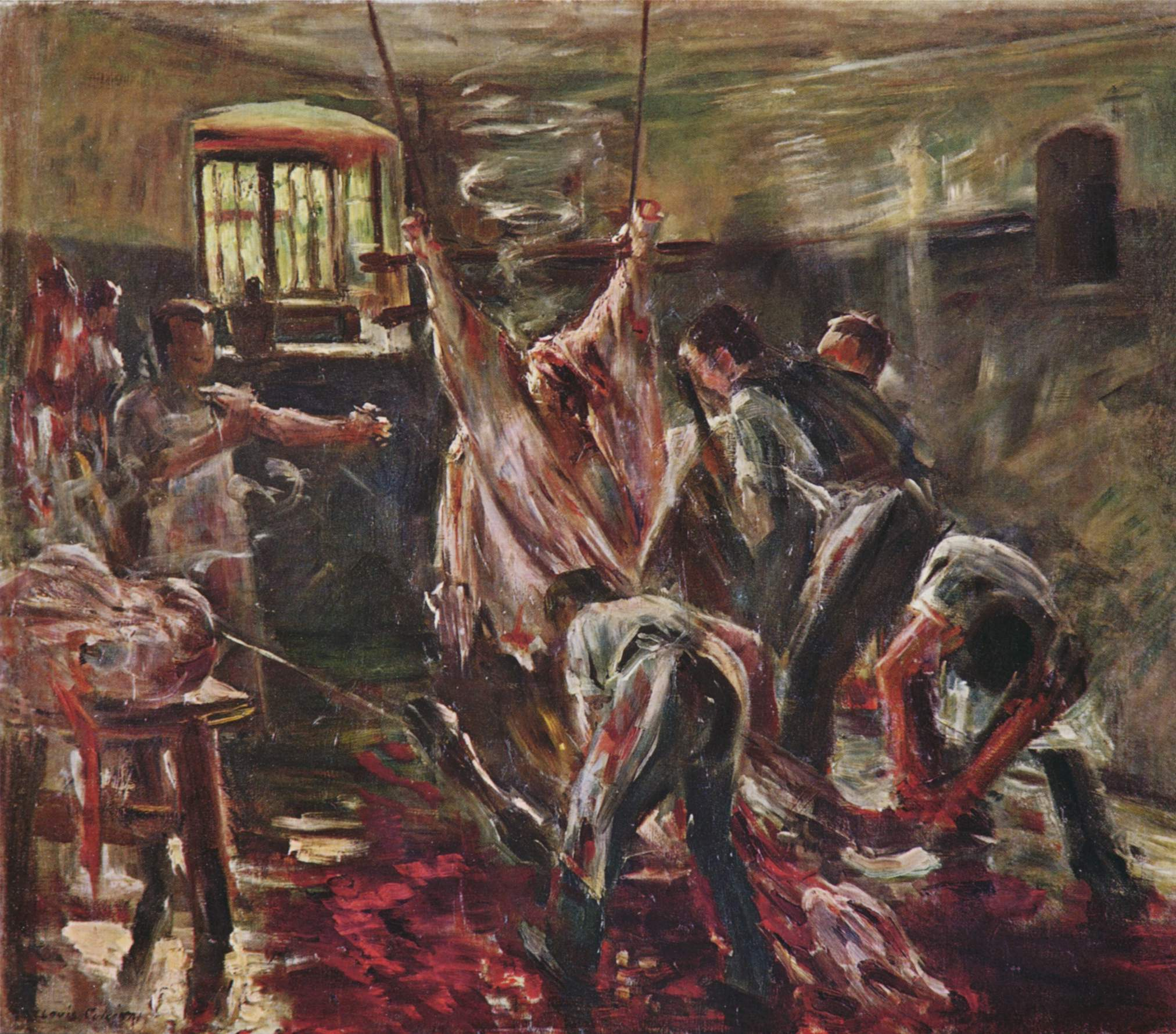
Im Schlachthaus, 1893
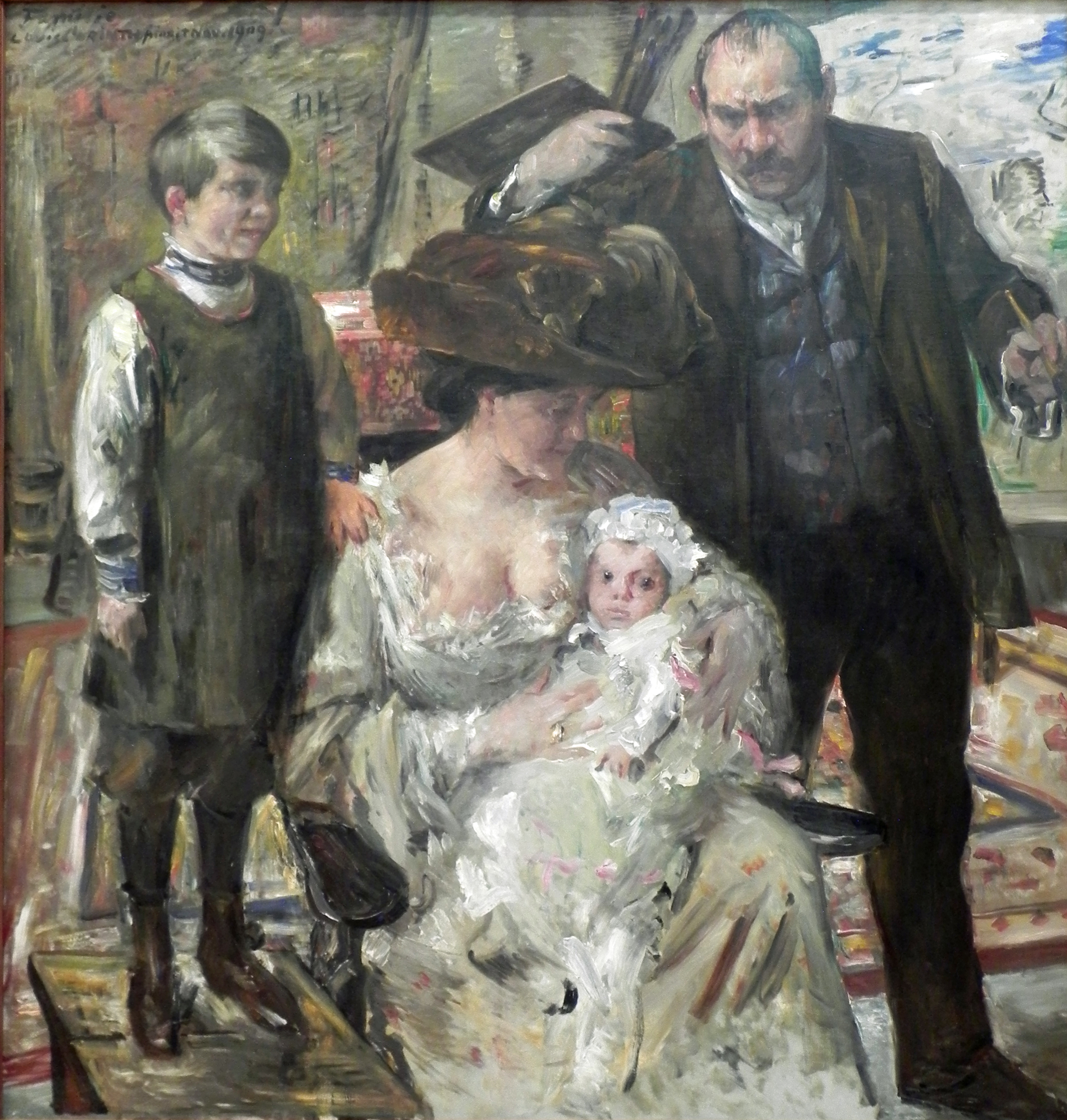
L'artiste et sa famille, 1909
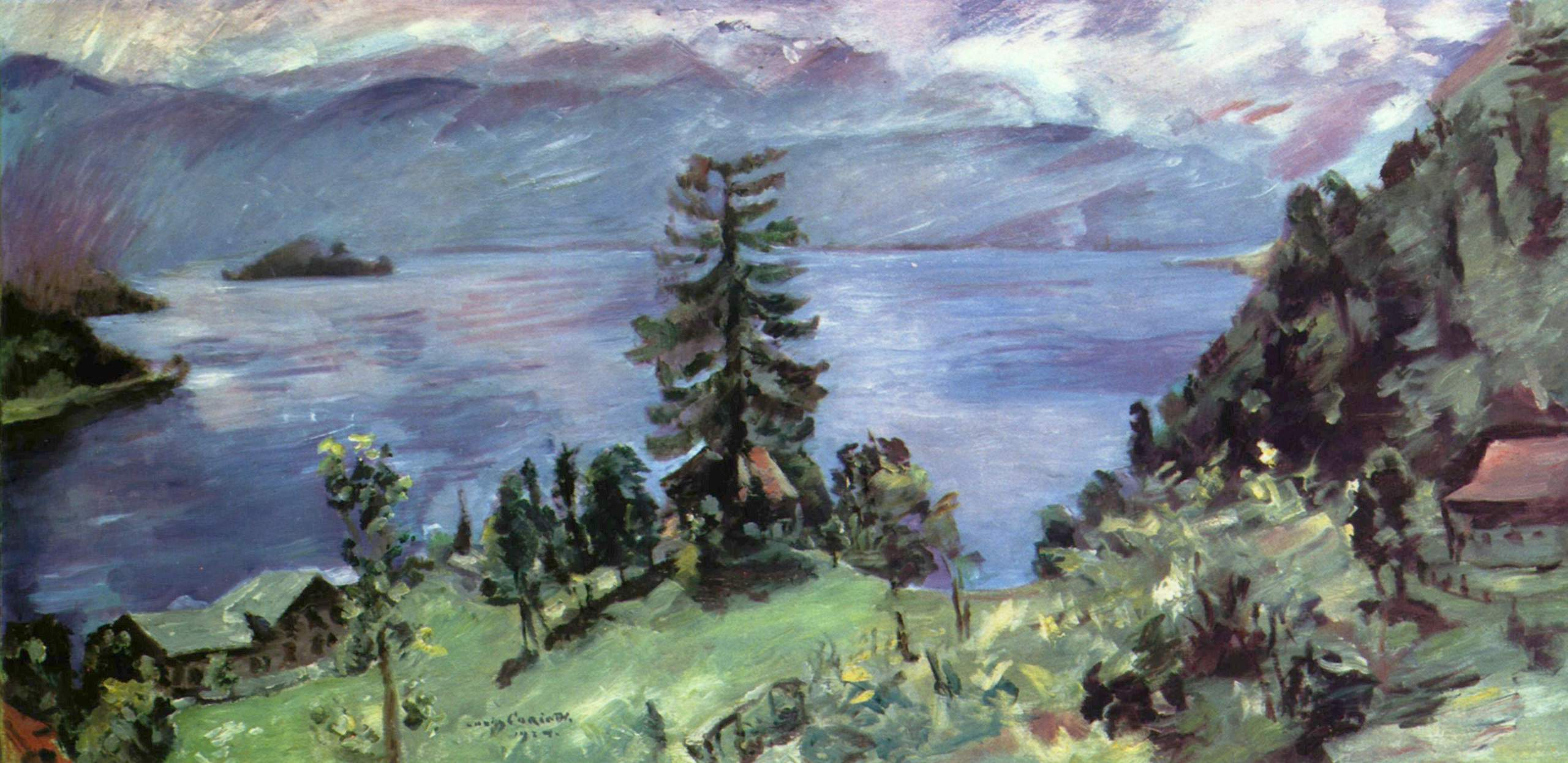
Walchensee-Panorama, 1924